# James Rivière
James Rivière, nome d'arte di Vincenzo Teora Rivière (7 dicembre 1949), è un artista, designer e gioielliere italiano.

## Biografia
A soli venticinque anni Rivière è stato nominato professore onorario per un seminario sulle forme plastiche in metallo presso l'Università di Danzica nella facoltà di scultura artistica e design.
Ha partecipato alla costituzione del Centro Design Orafo a Milano nel 1977.
Nel 1978 ha fondato il primo seminario di design del gioiello dell'Istituto superiore di Design.
Ha cofondato il dipartimento del gioiello all'Istituto Europeo di Design a Milano dove ha insegnato per diversi anni.

## Opere
- 2007 Bracciale “Monolite”, Museo del Louvre (Musée des arts decoratifs, palais du Louvre Paris)
- 2007 Razionale per Papa Benedetto XVI (Musei Segreti Vaticani)
- 1980 "Vulcano", collana, anello, spilla
- 1973 «Optical Titanio Diago», collana, Victoria and Albert Museum[1], Londra
- 1994 Collana “Rainbow” per Mikimoto
- 1998 Isole Innamorate, Collezione Privata
- 1994 Emersioni da Atlantide, Collezione Privata
- 1991 Gocce di Fuoco, Collezione Privata
- 1985 Collana “Luna Quadra”, Collezione Privata
- 1988 Segreto, Collezione Privata

## Rivière nei musei
- Collezione privata della Casa reale di Windsor
- Museo del Louvre
- Musei Vaticani
- Victoria and Albert Museum
- Museo del Gioiello di Vicenza

## Premi
- Triennale di Milano (Milano, 1972)
- Triennale di Milano  (Milano, 1973)

### Monografie
- James Rivière, Gioielli Verso il Futuro, Edizioni l'Agrifoglio, Milano 1991.
- James Rivière – Gioielli tra Arte e Design, Collana Grandi Gioiellieri, Leonardo Arte Editore – Gruppo Mondatori Editori, Milano 1998.

### Dizionari
- Guido Vergani, Dizionario della Moda, Baldini&Castaldi–Pitti Immagine, Firenze 1998
- Dictionnaire International du Bijou, edition du Regard, Paris 1999
- Fashion Dictionary, Baldini&Castaldi–Pitti Immagine, Firenze 1999
- Lia Lenti e Maria Cristina Bergesio, Dizionario del Gioiello Italiano del XIX e XX secolo, Umberto Alemanni&Co, p. 243.

### Libri
- L'Adorazione del Bramantino, Enigma Milanese, Electa – Kalliste Arte, Milano 2004.
- Luciana Baldrighi, Diario di Città, milanesi in galleria, Sperling & Kupfer Editori, ottobre 2000, Piacenza, pp. 222-223.